# Lais från Korinth
Lais från Korinth, död efter år 425 f.Kr., var en grekisk hetär under antiken.  
Hon var verksam i Korinth. Lais var berömd under sin samtid för sin skönhet, charm och konversationsförmåga, och känd för sina höga priser: hon ska ha tagit 10 000 drachmer för en natt. Bland hennes kunder nämns Aristippos, Eubotas från Cyrene och Diogenes. 
Hon ska ha erbjudits 1 000 drachmer av Demosthenes för en natt, men hon höjde priset till 10 000 drachmer efter att ha sett honom, medan hon däremot tog emot Diogenes gratis (denna historia kan även syfta på Lais från Hyccara). 
Hon bär samma namn som Lais från Hyccara, som också var verksam som hetär i samma stad utan alltför stor tidsskillnad, och de blev redan av antika författare ofta förväxlade med varandra: många anekdoter berättas om "hetären Lais", och på grund av förväxlingen är det ofta svårt att avgöra vem det gäller.